# Alberich Mazak
Alberich Mazak o també Alberik Mazák (Racibórz, 1609 – 9 de maig del 1661) fou un prevere i compositor del segle xvii.
Va néixer al si d'una família txeca. Després d'estudiar música i filosofia, va entrar a l'Abadia de Heiligenkreuz el 1631, i el 1633 hi esdevingué sacerdot. Va crear més de tres-centes composicions. Va escriure misses, lletanies, ofertoris, antífones, salms i cantates sacres. Els instruments que fa servir majoritàriament són el violí, la trompeta, el fagot, la viola de gamba, la corneta i el tamborí. Les seves composicions, principalment motets, reunits sota el títol Harmonicus cultus, van ser publicats per ell a Viena, Opus I, el 1649, l'Opus Minus (II) el 1650 i Opus Maius (III) el 1653. La darrera és actualment desapareguda.